# Київський сільськогосподарський інститут
Київський сільськогосподарський інститут — вищий навчальний заклад у Києві, який готував спеціалістів з аграрних галузей. Був відокремлений з Київського політехнічного інституту. Працював з 1922 до 1930 року, а потім відновлений у 1934—1954 роках. Надалі 1957 року був об'єднаний з Київським ветеринарним інститутом у Українську сільськогосподарську академію.
Інститут було створено рішенням Головного комітету професійної і соціально-наукової освіти Народного комісаріату народної освіти УСРР від 21 вересня 1922 року на базі аграрного відділення КПІ. Директором інституту було призначено ректора КПІ Вікторина Боброва. У 1922—1925 роках обидва інститути складали єдиний виробничий комбінат. 1926 року було побудований перший корпус КСГІ у Голосієво, тому інститути остаточно розділилися.

## Структура
Першим деканом був Сергій Веселовський, а з травня 1923 року — Іринарх Щоголів. У 1925—1926 роках він складався з двох факультетів: організації сільського господарства та лісо-інженерного. Також було окреме педагогічне відділення (робфак).
У 1930 році було вже 7 факультетів, які надалі було виділено в окремі виші: Агрохімічний інститут, Інститут механізації та електрифікації сільського господарства, Агроінженерний інститут цукрової промисловості, Агроекономічний інститут, Інженерно-економічний інститут, 
Агропедагогічний інститут, Гідромеліоративний інститут.
Директором Агрохімічного інституту був Іван Миронівський.
Київський агрохімічний інститут 1934 знову було перейменовано на КСГІ, наступного року до нього приєднали Київський інститут механізації й електрифікації сільського господарства та Агроекономічний інститут.
У 1948 році до 50-річчя з дати заснування Київський сільськогосподарський інститут нагородили Орденом Трудового Червоного Прапора за високі досягнення у навчальній та науковій діяльності.

## Викладачі

### Ректори й директори
- Вікторин Бобров (1922)
- Іван Касяненко (1923—1924)
- Петро Куцяк-Чалий (1924—1926)
- Г. С. Мазуркевич (1926—1930)
- М. І. Дмитрієв (1930—1931)
- С. О. Самокіш (1934—1935)
- С. С. Матюха (1935)
- Павло Жихарєв (1936—1937)
- Прокіп Гірко (1937)
- Микола Павлович Ведмідь (1937—1938)
- К. Г. Сульженко (1938)
- Тихін Сидорович Долгополов (1938—1952)[2]

### Професори
- Микола Єрмаков — завідувач кафедри фізіології сільськогосподарських тварин (1952—1955)[3]
- Микола Малюшицький — завідувач кафедри рослинництва (1921—1928)
- Володимир Фінн — професор кафедри ботаніки (1922—1930)
- Володимир Правдич-Немінський -професор фізіології (1923—1925)
- В'ячеслав Савицький — професор

### Інші
- Музиченко Олександр Федорович, педагогіка (1925-1926)

## Випускники
- Горлач Андрій Андрійович (1922)
- Лисенко Трохим Денисович (1925, заочно)
- Оканенко Аркадій Семенович (1926)
- Радченко Андрій Якимович (1927)
- Старченко Василь Федорович (1929)
- Западнюк Гнат Павлович (1931)
- Неговський Микола Олександрович (1932)
- Доля Віктор Сидорович (1938)
- Дідовець Сергій Разумович (1941)
- Демченко Марія Софронівна (1945)
- Алексєєва Олена Семенівна (1950)
- Гнатенко Марина Василівна (1951)